# Động não

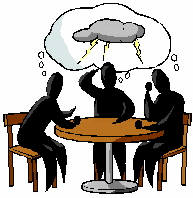

Động não, còn gọi là công não hay tập kích bắn súng não (tiếng Anh: brainstorming) là một phương pháp đặc sắc dùng để phát triển nhiều giải đáp sáng tạo cho một vấn đề. Phương pháp này hoạt động bằng cách nêu các ý tưởng tập trung trên vấn đề, từ đó, rút ra rất nhiều đáp án căn bản cho nó.
Theo Hilbert Meyer: Động não (công não) là một kỹ thuật dạy học tích cực, thông qua thảo luận, nhằm huy động những ý tưởng mới mẻ, độc đáo về một chủ đề, của mọi thành viên tham gia thảo luận. Các thành viên được cổ vũ tham gia một cách tích cực, không hạn chế các ý tưởng, nhằm tạo ra "cơn lốc" các ý tưởng. 
Các ý niệm/hình ảnh về vấn đề trước hết được nêu ra một cách rất phóng khoáng và ngẫu nhiên theo dòng suy nghĩ càng nhiều, càng đủ càng tốt. Các ý kiến có thể rất rộng và sâu cũng như không giới hạn bởi các khía cạnh nhỏ nhặt nhất của vấn đề mà những người tham gia nghĩ tới.
Trong động não thì vấn đề được đào bới từ nhiều khía cạnh và nhiều cách (nhìn) khác nhau. Sau cùng các ý kiến sẽ được phân nhóm và đánh giá.
Động não có nhiều áp dụng nhưng thường nhất là vào các lĩnh vực:
- Quảng cáo - Phát triển các ý kiến dành cho các kỳ quảng cáo.
- Giải quyết các vấn đề - các khó khăn, những phương hướng giải quyết mới, phân tích ảnh hưởng, và các đánh giá của vấn đề.
- Quản lý các quá trình - Tìm phương cách nâng cao hiệu quả công việc và xử lý sản phẩm.
- Quản trị các đề tài - nhận diện đối tượng, độ nguy hại, các phân phối, các tiến độ công việc, tài nguyên, vai trò và trách nhiệm, thủ thuật, các vấn đề.
- Xây dựng đội ngũ - Tạo sự chia sẻ và bàn thảo về các ý kiến trong khi khuyến khích người trong đội ngũ tư duy.

## Lịch sử
- Chữ động não (brainstorming) được đề cập đầu tiên bởi Alex Faickney Osborn năm 1939. Ông đã miêu tả động não như là Một kỹ thuật hội ý bao gồm một nhóm người nhằm tìm ra lời giải cho vấn đề đặc trưng bằng cách góp nhặt tất cả ý kiến của nhóm người đó nảy sinh trong cùng một thời gian theo một nguyên tắc nhất định. Kỹ thuật này tiếp tục được Charles Hutchison Clark phát triển. Và Hilbert Meyer áp dụng kỹ thuật này trong lý luận về phương pháp giảng dạy.[2]
- Ngày nay phương pháp này đã được sử dụng rất phổ biến trong các lớp học hay các hãng xưởng. Ngoài việc tiến hành kiểu thông thường, người ta còn tận dụng khả năng của máy tính và các phần mềm hỗ trợ cho việc động não được hữu hiệu hơn.

## Đặc điểm và yêu cầu
- Phương pháp này có thể tiến hành bởi một hay nhiều người. Số lượng người tham gia nhiều sẽ giúp cho phương pháp tìm ra lời giải được nhanh hơn hay toàn diện hơn nhờ vào nhiều góc nhìn khác nhau bởi các trình độ, trình tự khác nhau của mỗi người.
- Dụng cụ: Tốt nhất là thể hiện bằng một bảng viết cho mọi thành viên đều đọc rõ tình trạng của hoạt động động não. Nếu tiến hành cá nhân hay vài người thì có thể thay thế bằng giấy viết. Ngày nay, người ta có thể tiến hành bằng cách nối các máy tính cá nhân vào chung một mạng làm cùng tiến hành việc động não. Bằng cách này những người ở xa nhau cùng có thể tham gia và việc động còn được giúp đỡ bởi các phương tiện mạnh của tin học như là các kho dữ liệu, các từ điển trực tuyến, và các máy truy tìm.
- Định nghĩa vấn đề: Vấn đề muốn giải quyết phải được xác định thật rõ ràng phải đưa ra được các chuẩn mực cần đạt được của một lời giải đáp. Trong bước này thì vấn đề sẽ được cô lập hóa với môi trường và các nhiễu loạn. Nói theo cách chuyên môn đây là bước đầu tiên xác định nội hàm của vấn đề và xác định các khả năng, các điều kiện cần hay đủ của một lời giải.
- Tập trung vào vấn đề—Đây là bước động. Tránh các ý kiến hay các điều kiện bên ngoài có thể làm lạc hướng buổi làm việc. Trong giai đoạn này người ta thu thập tất cả các ý niệm, ý kiến và ngay cả các từ chuyên môn có liên quan trực tiếp đến vấn đề cần giải quyết (thường có thể viết lên giấy hoặc bảng tất cả). Những ý kiến này đều được xem là có vai trò ngang nhau không phân biệt chi tiết lớn nhỏ. Việc ghi chép ra bảng cũng không nhất thiết phải liệt kê hay sắp xếp theo trình tự nào hết.
- Không được phép đưa bất kỳ một bình luận hay phê phán gì về các ý kiến hay ý niệm trong lúc thu thập. Những ý tưởng thoáng qua trong đầu nếu bị các thành kiến hay phê bình sẽ dễ bị gạt bỏ và như thế sẽ làm mất sự tổng quan của buổi động não.
- Khuyến khích tinh thần tích cực. Mỗi thành viên đều cố gắng dóng góp và phát triển các ý kiến tùy theo trình độ, khía cạnh nhìn thấy riêng và không giới hạn cách nhìn của mỗi thành viên.
- Đưa ra càng nhiều ý càng tốt về mọi mặt của vấn đề kể cả những ý kiến không thực tiễn, ý kiến hoàn toàn lạ lẫm hay sáng tạo.

## Các bước tiến hành

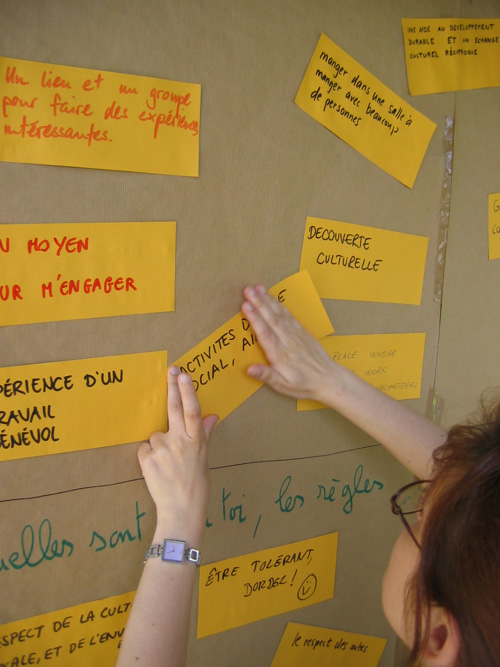
Liệt kê tất cả các ý kiến thư nhận về từ các thành viên tham gia động não

1. Trong nhóm lựa ra 1 người đầu nhóm (để điều khiển) và 1 người thư ký để ghi lại tất cả ý kiến (cả hai công việc có thể do cùng một người thực hiện nếu tiện).
2. Xác định vấn đề hay ý kiến sẽ được động. Phải làm cho mọi thành viên hiểu thấu đáo về đề tài sẽ được tìm hiểu.
3. Thiết lập các "luật chơi" cho buổi động não. Chúng nên bao gồm
  - Người đầu nhóm có nhiệm vụ điều khiển buổi làm việc.
  - Không một thành viên nào có quyền đòi hỏi hay cản trở, đánh giá, phê bình hay thêm bớt vào ý kiến, từ vựng nêu ra, hay giải đáp của thành viên khác.
  - Cần xác định rằng không có câu trả lời nào là sai!
  - Tất cả câu trả lời, các ý, các cụm từ, ngoại trừ nó đã được lập lại đều sẽ được thu thập ghi lại (cách ghi có thể tóm gọn trong một chữ hay một câu cho mỗi ý riêng rẽ).
  - Vạch định thời gian cho buổi làm việc và ngưng khi hết giờ.
4. Bắt đầu động não: Người lãnh đạo chỉ định hay lựa chọn thành viện chia sẻ ý kiến trả lời (hay những ý niệm rời rạc). Người thư ký phải viết xuống tất cả các câu trả lời, nếu có thể công khai hóa cho mọi người thấy (viết lên bảng chẳng hạn). Không cho phép bất kỳ một ý kiến đánh giá hay bình luận nào về bất kỳ câu trả lời nào cho đến khi chấm dứt buổi động.
5. Sau khi kết thúc động, hãy lượt lại tất cả và bắt đầu đánh giá các câu trả lời. Một số lưu ý về chất lượng câu trả lời bao gồm:
  - Tìm những câu ý trùng lặp hay tương tự để thu gọn lại.
  - Góp các câu trả lời có sư tương tự hay tương đồng về nguyên tắc hay nguyên lý.
  - Xóa bỏ những ý kiến hoàn toàn không thích hợp.
  - Sau khi đã cô lập được danh sách các ý kiến, hãy bàn cãi thêm về câu trả lời chung.

## Các dạng công não
- Động não, hay động não công khai, là hình thức thông thường của động não, các thành viên công khai phát biểu (bằng miệng) suy nghĩ giải quyết của mình về vấn đề đã được đưa ra, cùng với sự tham khảo và phát triển những ý tưởng của thành viên phát biểu trước đó.
- Động não viết là một hình thức biến đổi của động não. Trong động não viết thì những ý tưởng không được trình bày miệng mà được từng thành viên tham gia trình bày ý kiến bằng cách viết chung vào giấy, bảng,..., bằng các từ khóa thành một bản đồ tư duy, hay một bài viết hoàn chỉnh về một chủ đề.
- Động não không công khai là một hình thức của động não viết. Mỗi một thành viên viết riêng ra giấy, nhưng chưa công khai, những ý đồ giải quyết vấn đề theo cách riêng của mình, mà không có sự tham khảo ý kiến hay bị tác động của người khác. Sau đó nhóm mới tập hợp các ý tưởng riêng đó và thảo luận chung về các ý kiến hoặc tiếp tục phát triển các ý tưởng tốt.

## Thí dụ
- Vấn đề: "Thiết kế máy chuyển ngân của nhà băng" (ATM -Automated Teller Machine)
- Thành viên mời tham dự buổi động não có thể bao gồm: 1 người có gửi tiền nhà băng, 1 nhân viên làm việc chuyển ngân hàng ngày, 1 nhà thiết kế phần mềm, 1 người không có gửi tiền trong nhà băng.
- Câu hỏi chính được cô lập lại thành: "Thao tác nào máy chuyển ngân có thể phục vụ được cho khách hàng?" (hay máy chuyển ngân đảm đương nhiệm vụ gì?)
- Sau khi động thì các ý kiến đã được thu thập về máy ATM được đặt trong hình vẽ.
- Khi có bảng các ý niệm thì nhóm làm việc sẽ phân loại theo góc nhìn của người dùng máy ATM. Như vậy một số ý kiến như là "khám máy từ xa", "nâng cấp cho máy từ xa", hay "bảo trì máy" chỉ dùng cho người kỹ sư bảo trì.
- Đứng trên quan điểm các dịch vụ mà máy cung cấp thì có thể rút thành 3 nhóm dùng máy. (Các ý tưởng còn lại được gom gọn thành 3 nhóm này).
- Như vậy dựa vào các thông tin thu nhập được người thiết kế có thể nắm được những tính năng chính của một ATM mà tiến hành (hình 2).